# Francisco Bernardo de Quirós (dramaturgo)

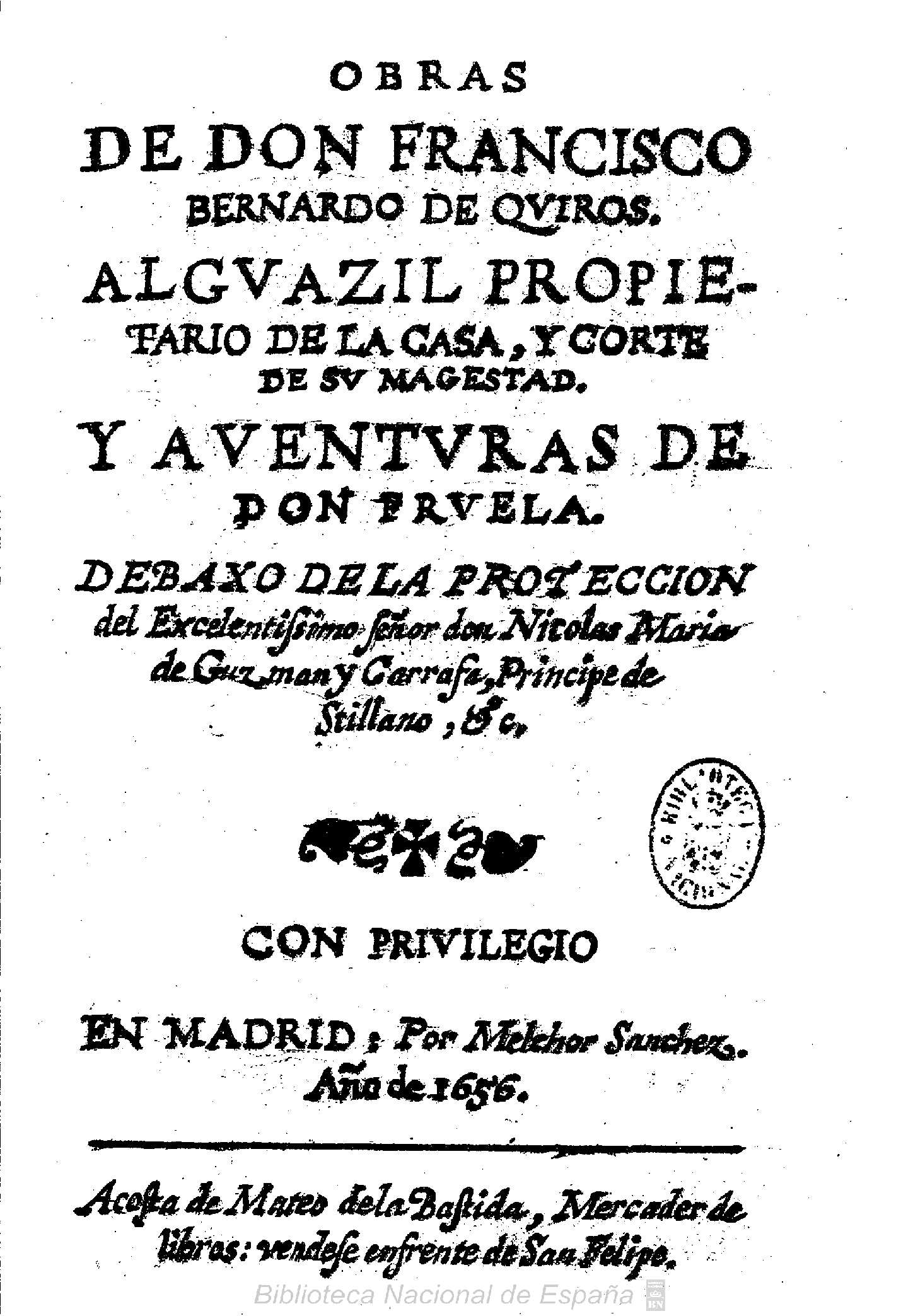
Obras de don Francisco Bernardo de Quirós, 1656.

Francisco Bernardo de Quirós (Madrid, 1594-18 de noviembre de 1668) fue un dramaturgo español del Siglo de Oro.

## Biografía
Su biografía en detalle es prácticamente desconocida. De familia oriunda de Asturias, nació en Madrid, donde fue bautizado el 25 de octubre de 1594 en la parroquia de Santa Cruz. Ejerció el oficio de alguacil perpetuo de Casa y Corte a la jubilación de su padre. Ganó uno de los premios literarios del certamen poético celebrado en Madrid en 1660 con motivo del traslado de la imagen de la Virgen de la Soledad a su nueva capilla en el convento Nuestra Señora de la Victoria y fue protegido por el noble leonés don Ramiro Núñez de Guzmán, duque de Medina de las Torres y marqués de Toral, protegido a su vez por el conde-duque de Olivares, con cuya hija se había casado; don Ramiro amaba la cultura, coleccionaba pinturas y libros y frecuentaba a muchos ingenios que lo reconocían como mecenas, dedicándole sus obras; además llegó a ser virrey de Nápoles. Quirós falleció sin testar el 18 de noviembre de 1668. 
Cultivó casi todos los géneros literarios: escribió sobre todo comedias y entremeses, que le dieron fama en su tiempo, pero también poemas y alguna novela. Tiene publicadas varias relaciones de sucesos, entre ellas Relación verdadera de las grandiosas fiestas que se hicieron en Madrid al bautizo del príncipe nuestro señor (Madrid, 1629), pero su principal contribución bibliográfica es Obras de don Francisco Bernardo de Quirós, alguacil propietario de la Casa de Corte de su majestad (Madrid, 1656). Contiene una novela, Aventuras de don Fruela, una docena de piezas de teatro y varios poemas, y se topó tardíamente con la Inquisición, que prohibió por entero esta publicación quizá por sus irreverencias sacras, como se verifica en el Índex de Valladares-Marín (1707), cuando ya había sido vendida, leída y releída.
Quirós destacó por su humor; por eso cultivó sobre todo el entremés, con piezas de valor costumbrista como Las calles de Madrid, El muerto, Eufrasia y Tronera; de hecho, en sus Obras se incluyen hasta diez entremeses y una comedia burlesca con el relato de las peripecias del protagonista.
En cuanto a la novela Aventuras de don Fruela, resulta interesante por su estructura, que enhila una sucesión de divertidos y variopintos cuadros de costumbres, entre picarescos y cortesanos, muy ricos en información sobre tipos sociales del Madrid seiscentista: busconas, criados, figurones, caballeros del milagro, poetas cómicos, arbitristas... en sus entremeses, bailes y jácaras intercaladas. El libro se divide en diez capítulos, pero el último está reservado a la parodia de una academia literaria que los ingenios madrileños organizan en honor de los poetas sevillanos que visitan la Corte. Se incluye, entre diversos géneros jocosos, una Fábula de Polifemo y Galatea que parodia la del mismo título de Luis de Góngora; la academia y la obra se cierran con la comedia burlesca o de disparates sobre el cerco de Zamora titulada El hermano de su hermana.

## Obras
- Relación verdadera de las grandiosas fiestas que se hicieron en Madrid al bautizo del príncipe nuestro señor (Madrid, 1629)
- Relación de la famosa máscara que hizo el duque de Medina de las Torres en alegría del nacimiento del Príncipe de España Baltasar Carlos Domingo, Madrid, en casa de Bernardino de Guzmán, 1629.
- Relación de las fiestas que se hicieron en Madrid al bautismo del Príncipe, Madrid, 1629.
- Obras de don Francisco Bernardo de Quirós y aventuras de don Fruela, por el alguacil propietario de la Casa de Corte de su majestad (Madrid, 1656). Incluye diez entremeses y la comedia burlesca El hermano de su hermana. Hay edición moderna: Obras de Francisco Bernardo de Quirós y Aventuras de don Fruela, edición de Celsa Carmen García Valdés. Madrid, Instituto de Estudios Madrileños (C.S.I.C.), 1984.
- Anónimo / Francisco Bernardo de Quirós. Dos comedias burlescas del Siglo de Oro. El comendador de Ocaña, Anónima. El hermano de su hermana, de Francisco Bernardo de Quirós, edición de Ignacio Arellano y Carlos Mata Induráin, Kassel (Reichenberger) 2000.
- “La luna de la Sagra. Vida y muerte de Santa Juana de la Cruz”, en Parte veinte y dos de comedias nuevas, Madrid, Andrés García de la Iglesia, 1665
- El cerco de Tagarete, Madrid, Lucas Antonio de Bedmar, 1672
- Olvidar amando, Madrid, Lucas Antonio de Bedmar, 1672
- Teatro breve completo, ed. de Celsa Carmen García Valdés, Madrid, Fundamentos (Biblioteca Temática RESAD), 2016 (veinticuatro títulos: veintiún entremeses, dos bailes y una jácara).